# Baby (Justin Bieber)
"Baby" je pjesma kanadskog pjevača Justina Biebera, izdana kao prvi singl s druge polovice njegovog debi albuma "My World 2.0".  U pjesmi se pojavljuje američki raper Ludacris. Pjesmu su napisali Tricky Stewart, The-Dream, Bieber,  Christina Milian i Ludacris. Pjesma je za digitalni download puštena 18. siječnja 2010., a službeno je izdana 26. siječnja.

## Pozadina
"Baby" su napisali Tricky Stewart, The-Dream, Bieber, R&B pjevačica Christina Milian i reper Ludacris. Kad su ga u intervjuu pitali kako je došlo do suradnje s Ludacrisom, Bieber je rekao: "Ludacris i ja obojica živimo u Atlanti. Upoznali smo se prije godinu dana i dogovorili suradnju na jednoj od mojih pjesama na albumu i to je to."

## Uspjeh pjesme
Pjesma je debitirala na visokom petom mjestu na Billboard Hot 100 listi, dok je pjesma country pjevačice Taylor Swift "Today Was A Fairytale" debitirala na drugom mjestu. To je bio prvi put nakon 2003. da su dvije pjesme isti tjedan debitirale u top pet u SAD-u, te su tako ušli u povijest. Pjesma je debitirala na trećem mjestu u Kanadi. Pjesma je ušla u top pet u Ujedinjenom Kraljevstvu, Australiji i Novom Zelandu.

## Kritički osvrt
Kritike za pjesmu su bile veoma pozitivne. Bill Lamb s About.com je pjesmu ocijenio s četiri i pol zvijezde, od mogućih pet. Pohvalio je Bieberov glas i produkcijski tim koji je pjesmu učinio samouvjerenom i zrelom. Biebera je usporedio s Michaelom Jacksonom. Nick Levine iz Digital Spy-a je pohvalio Trickyja i The-Dreama koji su pjesmu učinili jednostavnom. 

## Videospot
Spot je snimljen tijekom tjedna od 25. siječnja 2010. U Los Angelesu pod redateljskom palicom Ray Kaya, koji je režirao spotove Beyonce, Lady Gage, Alexandre Burke i Cheryl Cole. Ludacris je rekao da je spot 2010. verzija spota "The Way You Make Me Feel" Michaela Jacksona.  Bieber je radnju spota opisao ovako: "Počinje tako što mi se sviđa ta cura, ali nismo mogli biti skupa. Uglavnom, ja želim da ponovno budemo zajedno, slijedim je posvuda, pokušavam je pridobiti. Ona se poigrava sa mnom, ali ja ne odustajem." Spot je premijerno pušten 19. veljače 2010. na Bieberovoj službenoj VEVO stranici. U spotu se pojavljuju pjevačica i glumica Jasmine Villegas te reperi Drake i Lil Twist. U srpnju 2010. "Baby" je postao najgledaniji video u povijesti YouTubea, s više od 450 milijuna klikova.